# Blanche de Lancastre
Pour les articles homonymes, voir Blanche de Lancastre (homonymie).
Titres
Duchesse de Lancastre
13 novembre 1362 – 12 septembre 1368
(5 ans, 9 mois et 30 jours)
Comtesse de Leicester et de Lincoln
10 avril 1362 – 12 septembre 1368
(6 ans, 5 mois et 2 jours)
Comtesse de Lancastre et de Derby
23 mars 1361 – 12 septembre 1368
(7 ans, 5 mois et 20 jours)
Comtesse de Richmond
19 mai 1359 – 12 septembre 1368
(9 ans, 3 mois et 24 jours)
Blanche de Lancastre, née le 25 mars 1342 et morte le 12 septembre 1368, est la seconde fille et, en définitive, l'unique héritière d'Henri de Grosmont, 1er duc de Lancastre, et de son épouse Isabelle de Beaumont. Elle joue historiquement un rôle important en tant que première épouse de Jean de Gand, fils du roi Édouard III d'Angleterre. Leur mariage est à l'origine de la puissante maison de Lancastre, qui acquiert richesse, influence et titres pendant la fin du XIVe siècle et la première moitié du XVe siècle. Le seul fils issu de l'union de Blanche et de Jean est le roi Henri IV, qui devient le premier membre de la maison de Lancastre à ceindre la couronne d'Angleterre.
Du point de vue culturel, Blanche est également passée à la postérité en raison notamment de sa présence dans Le Livre de la Duchesse, qui est l'une des toutes premières œuvres du poète anglais Geoffrey Chaucer. C'est très probablement elle que décrit cet ouvrage, qui exprime la longue plainte de son époux après son décès prématuré. Dans le recueil, la belle et vertueuse « dame Blanche » qui est profondément pleurée correspond à l'idéal de la dame médiévale qu'a représenté la duchesse aux yeux de son époux et de la cour d'Angleterre.

## Sources
On dispose de peu de sources relatives à Blanche de Lancastre. Cette absence d'informations peut s'expliquer tout d'abord par le fait qu'elle est morte très jeune ; de plus, le destin des femmes de la noblesse du XVe siècle était alors dicté par la volonté des hommes. Par conséquent, le nom de Blanche apparaît, le cas échéant, principalement aux côtés de celui de son père ou de son époux. La vie de Blanche repose de ce fait essentiellement sur de nombreuses hypothèses dont la véracité n'est en aucun cas prouvée. Pourtant, on peut tirer quelques conclusions sur Blanche en s'appuyant minutieusement sur la biographie de son époux Jean de Gand.
En réalité, à une exception près, il n'existe aucune preuve à ce jour concernant la vie de Blanche qui ne soit antérieure à 1359, date à laquelle elle épouse Jean de Gand. Par exemple, la plupart des sources liées à la vie de Blanche traite de leur mariage et de son décès, ou est associée d'une manière ou d'une autre à leurs biens ou à leurs activités religieuses et caritatives. Puisqu'aucun portrait ou illustration de Blanche n'est passé à la postérité, son apparence et son caractère n'ont été décrits que vaguement dans Le Livre de la Duchesse du poète Geoffrey Chaucer. Toutefois, ces descriptions doivent être considérées avec prudence, car la soi-disant « dame Blanche » qui lui ressemblerait est davantage un personnage de fiction idéalisé par l'auteur selon les codes stylistiques de la poésie du XIVe siècle.

## Origines et jeunesse
Blanche de Lancastre est la seconde fille d'Henri de Grosmont et d'Isabelle de Beaumont. Son père appartient à la famille royale anglaise des Plantagenêts et est un ami proche et confident du roi Édouard III, dont il est le cousin issu de germain. Il est l'un des hommes les plus riches et les plus influents d'Angleterre après le roi lui-même et son fils et héritier Édouard de Woodstock, prince de Galles. Au cours de la guerre de Cent Ans livrée face à la France, Henri se distingue lors de nombreux succès militaires tant terrestres que navals et est élevé en 1351 au prestigieux rang de duc de Lancastre,,. Il est alors le second pair du royaume après l'héritier du trône, qui est aussi duc de Cornouailles. De ce fait, Blanche et sa sœur aînée Maud sont dès leurs naissances respectives destinées à être les seules héritières de l'immense patrimoine paternel, le duc de Lancastre n'ayant pas d'héritier mâle ou d'autre enfant.

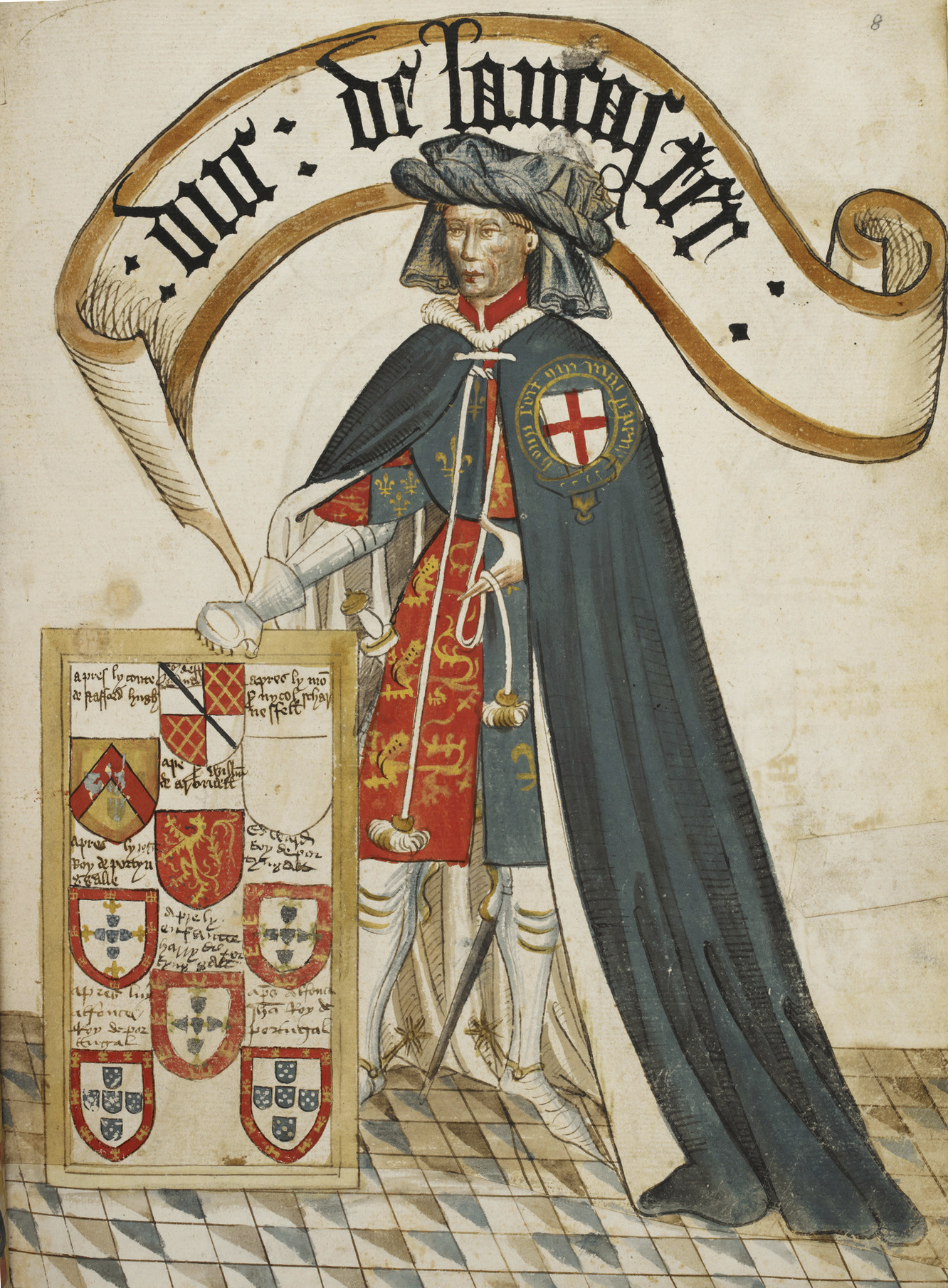
Portrait d'Henri de Grosmont, 1er duc de Lancastre. Illustration tirée du Livre de Bruges, vers 1430.

On ne dispose d'aucune preuve certaine concernant la date de naissance exacte de Blanche, mais dans son article Blanche, Duchess of Lancaster, paru en 1948, Marjorie Anderson suppose que Blanche est probablement née entre 1340 et 1342, en raison de certaines identifications d'âge différentes dans sa biographie. Cependant, Linda Ann Loschiavo souligne en 1978 que les deux premières dates significatives pendant la vie de Blanche rapportées par les chroniqueurs contemporains, à savoir son mariage en 1359 et la préservation de son héritage à la mort de son père en 1361, peuvent servir de points de repère pour déterminer l'année de naissance de Blanche. Théoriquement, même l'année 1347 pourrait être acceptable, puisque Blanche de Lancastre aurait ainsi atteint l'âge légal de douze ans lors de son mariage en 1359 et aurait pu hériter des biens de son père deux ans plus tard, c'est-à-dire à quatorze ans en vertu de la législation alors en vigueur.
Lors des travaux généalogiques actuels consacrés à Blanche de Lancastre, on lui donne comme jour de naissance le 25 mars, tandis que l'année de naissance varie entre 1341 et 1345. En réalité, le début de l'année 1347 est la dernière période envisageable, puisque le tout premier document relatif à la vie de Blanche est daté du 3 mai de la même année. Il s'agit d'un contrat de mariage arrangé entre Blanche de Lancastre et John Segrave, fils aîné et héritier de John Segrave, 4e baron Segrave. Pourtant, leur union ne sera jamais célébrée, en raison du décès prématuré du jeune John Segrave, qui survient avant le 1er avril 1353, alors qu'il n'a vraisemblablement que quinze ans et que Blanche n'a tout au plus que douze ans. Finalement, à la suite de ce projet d'alliance avorté, les parents de Blanche décident rapidement de la fiancer à Jean de Gand, troisième fils d'Édouard III et qui est en outre le petit-cousin de Blanche.

## Mariage avec Jean de Gand
Le mariage de Blanche de Lancastre et de Jean de Gand, alors comte de Richmond, satisfait grandement Édouard III, car il permet de donner à son fils l'accès à la moitié du plus grand patrimoine d'Angleterre qui ne soit pas dépendant de la couronne. De plus, il renforce les liens familiaux entre Henri de Grosmont et Philippa de Hainaut, l'épouse d'Édouard III : en effet, Maud de Lancastre, fille aînée d'Henri, a déjà épousé Guillaume III de Hainaut, le neveu de Philippa, en 1352. Comme Jean et Blanche sont consanguins, le roi d'Angleterre demande au pape Innocent VI une dispense, afin que le mariage puisse avoir lieu. Toutefois, les deux fiancés ne sont que cousins au troisième degré, étant tous deux les arrière-arrière-petits-enfants du roi Henri III, et obtiennent très rapidement l'agrément papal, qui est délivré dès le mois de janvier 1359. Le mariage de Blanche avec Jean de Gand, âgé de 19 ans, a finalement lieu le dimanche 19 mai 1359 à Reading, dans le Berkshire, comme en témoigne la chronique latine suivante : 
| Anno millesimo trecentesimo quinquagesimo nono, quarto decimo Kalendas Junii, Dominus Johannes de Gaunt, filius Regis Edwardi, Comes Richemond, Blanchiam, filiam Domini Henrici, Ducis Lankastriae, consanguineam suam de dispensatione Curiae, apud Radinggum, duxit uxorem. |

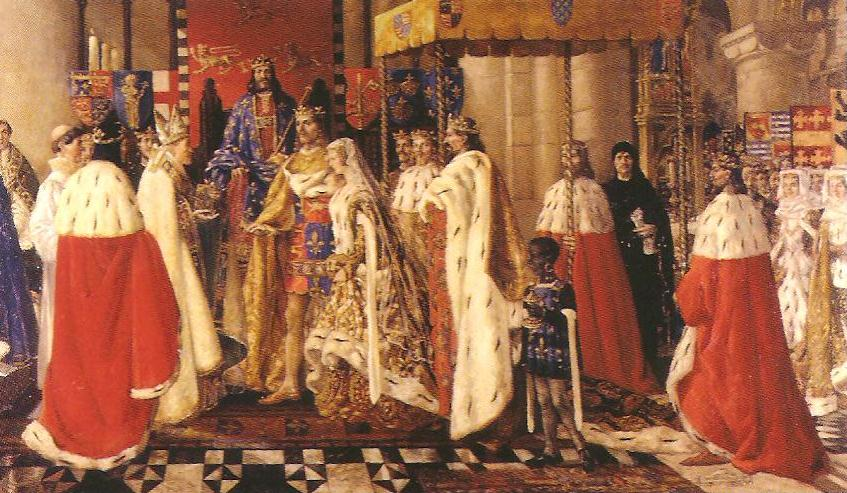
Le mariage de Jean de Gand et Blanche de Lancastre, Boardman Wright, 1914.

Selon plusieurs sources des XIVe et XIVe[Quoi ?] siècles, dont John Capgrave, la cérémonie aurait été organisée par l'évêque de Salisbury Robert Wyvil. Le roi Édouard III et ses proches font de précieux cadeaux, tels des bijoux et de la vaisselle, à la nouvelle comtesse de Richmond, tandis que Jean de Gand offre à sa nouvelle épouse un bijou précieux et une bague en or avec un diamant,. Afin de divertir les invités lors de la cérémonie de mariage, de nombreux tournois sont organisés en l'honneur de Blanche. Les premières joutes commencent à Reading et sont suivies de nombreuses autres lors du voyage du couple à Londres où, selon la tradition, le tournoi le plus élaboré a lieu une semaine après le mariage. Le roi de France Jean II le Bon et le roi David II d'Écosse sont présents lors de cet événement exceptionnel qui vise à démontrer les bonnes relations qu'entretient le roi Édouard avec les citoyens de Londres. Bien qu'ils n'aient pas été entraînés à se battre, le maire et certains des shérifs et conseillers de Londres annoncent leur participation à ce tournoi. Ils s'engagent également à tenir le terrain contre n'importe quel adversaire pendant les trois jours qui suivent. Cependant, après leur victoire, il s'avère que ce ne sont pas les dirigeants de la ville qui se sont battus sous les couleurs de Londres, mais seulement le roi Édouard III, ses quatre fils Édouard, Lionel, Jean et Edmond, ainsi que dix-neuf autres nobles. Ce tournoi a ensuite été qualifié à la cour de « foire des marchands » et tient office de point d'orgue des célébrations du mariage,.

## Duchesse de Lancastre

### L'héritage de Lancastre

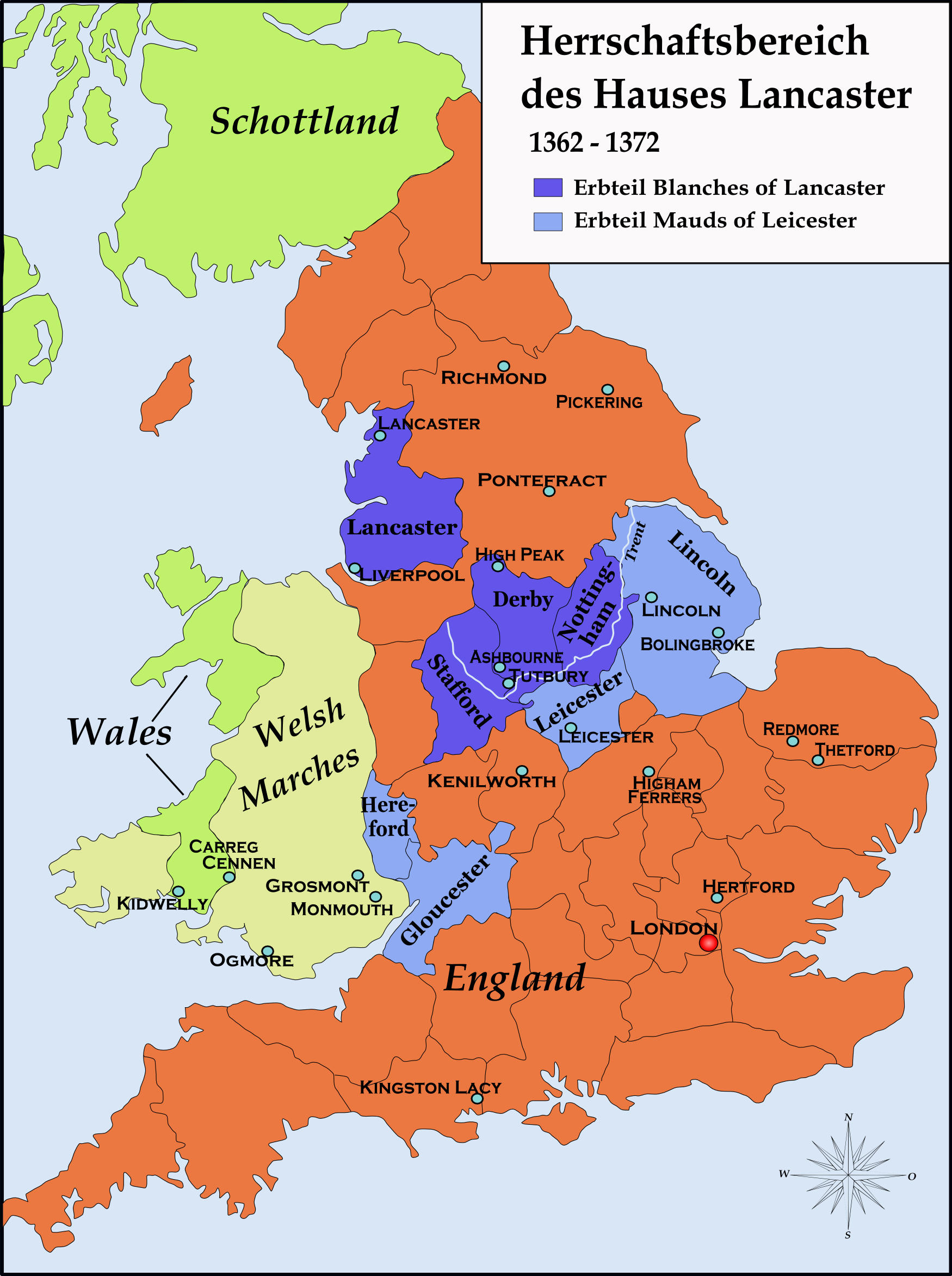
La division de l'héritage d'Henri de Grosmont en 1361. En bleu clair, la part héritée par Maud de Lancastre. En bleu foncé, celle héritée par Blanche de Lancastre et son époux Jean de Gand.

Le titre de duc de Lancastre disparaît lorsque Henri de Grosmont succombe à la peste le 23 mars 1361. Les baronnies qu'il a possédées retournent à la couronne, tandis que ses comtés sont partagés entre ses deux filles. En juillet 1361, des négociations ont lieu au sujet du partage de l'héritage du duc et aboutissent à un accord entre les deux sœurs. Maud de Lancastre obtient essentiellement des terres situées à l'ouest de l'Angleterre, notamment dans le Gloucestershire, le Herefordshire, le Leicestershire et les Marches galloises, ainsi que le titre de comtesse de Leicester. Quant à Blanche, une grande partie de son héritage est situé au nord de la rivière Trent, dans le Lancashire, le Nottinghamshire, le Staffordshire et le Cheshire, et comprend les comtés de Derby et de Lancastre. Pourtant, il semble que Blanche n'ait porté que le titre de comtesse de Derby, celui de Lancastre étant tombé en désuétude depuis 1351,.
Maud de Lancastre rentre en Angleterre peu après la mort de son père mais n'a pas le temps de jouir de son héritage, car elle meurt subitement le 10 avril 1362, probablement de la peste. De son mariage avec Guillaume III de Hainaut, elle n'a eu aucun enfant qui ait survécu au bas âge. En vertu de la loi anglaise concernant les successions, Maud laisse à sa sœur Blanche l'autre moitié de l'héritage paternel. Ainsi, Blanche et son époux Jean de Gand prennent immédiatement possession de l'intégralité des domaines d'Henri de Grosmont. Édouard III saisit l'occasion pour recréer le titre de duc de Lancastre en faveur de son fils Jean, qui est convoqué au Parlement tenu à Westminster le 13 novembre 1362 sous cette appellation. Grâce à l'immense patrimoine transmis par son épouse, Jean de Gand est devenu en l'espace de quelques mois l'un des hommes les plus puissants et les plus influents du royaume.

### Résidences ducales

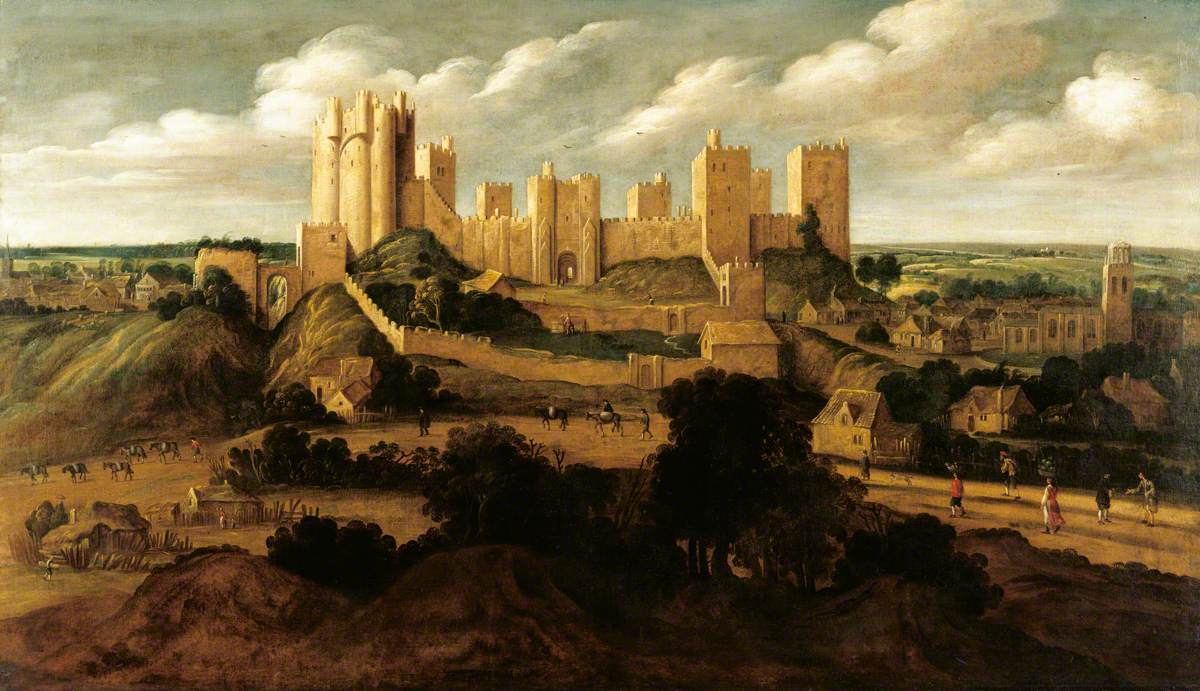
Le château de Pontefract, au début du XVIIe siècle.

Il est difficile de comprendre pourquoi il existe si peu de sources concernant les différentes résidences occupées par Blanche de Lancastre lors de sa vie conjugale. Puisque Jean de Gand est initialement comte de Richmond, il réside essentiellement dans son château de Richmond jusqu'en 1361. Comme celui-ci est assez éloigné de Londres et donc de la cour, Édouard III donne l'autorisation à son fils de quitter Richmond pour Hertford, assez proche de la capitale. En 1362, Richmond et Hertford appartiennent alors au considérable patrimoine ducal que Jean de Gand visite régulièrement à des fins administratives. Le duc de Lancastre détient de nombreux châteaux, palais et manoirs dans tout le royaume, la plupart situés dans le centre et le nord de l'Angleterre, mais aussi dans le pays de Galles. Parmi les plus imposants bâtiments et forteresses possédés par Blanche et son époux, on peut citer le château de Kenilworth dans le Warwickshire, celui de Tutbury dans le Staffordshire, celui de Pontefract dans le Yorkshire, celui de Leicester dans le Leicestershire et l'Hôtel de Savoie à Londres.
Actuellement, on ne peut s'appuyer sur aucun document fiable et véritable pour savoir si, et dans ce cas en quelle mesure, Blanche a régulièrement accompagné son mari lors de ses voyages à travers leurs multiples domaines. On sait seulement qu'elle et Jean de Gand visitent ensemble Leicester en juin 1362. Plusieurs rumeurs circulent au sujet de ce voyage, la plus célèbre étant celle qui suggère que le décès de Maud de Lancastre, comtesse de Leicester, n'est pas accidentel. Certains chroniqueurs hostiles à Jean de Gand n'hésitent pas par la suite à répandre cette rumeur : le trépas de Maud aurait été bien trop commode pour survenir si subitement. Pourtant, en dépit de ces assertions principalement corroborées par le chroniqueur Henry Knighton, la réputation de Blanche n'a jamais été entachée par de telles accusations et il faut davantage y voir une attaque dirigée par les ennemis politiques du duc de Lancastre,.

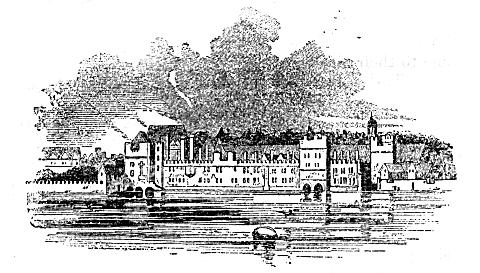
Esquisse de l'Hôtel de Savoie par James H. L. Hunt, vers 1848.

Outre cette visite à Leicester, il existe également des indications tendant à affirmer que Jean de Gand et probablement son épouse Blanche se sont souvent trouvés au château de Bolingbroke au début des années 1360. Il est évident que cette résidence, située au sud-est de la ville de Lincoln, a assurément joué un rôle particulier dans le destin de Blanche. C'est effectivement à Bolingbroke qu'elle donne naissance à son seul fils qui survivra à l'enfance, Henri, dit « de Bolingbroke ». Certaines sources suggèrent même qu'elle y est décédée. En revanche, on dispose de quelques écrits déclarant que Blanche a séjourné à de nombreuses reprises à l'Hôtel de Savoie, qui appartient à sa famille paternelle depuis le XIIIe siècle et qui est la résidence préférée de Jean de Gand à Londres. En effet, reconstruit par le père de Blanche, le Savoie est considéré par la population londonienne comme « la plus belle maison d'Angleterre » au milieu du XIVe siècle.

### Activités religieuses et culturelles
Contrairement à sa belle-mère la reine Philippa de Hainaut, Blanche de Lancastre n'a pas accompagné son époux Jean de Gand au cours de ses campagnes militaires. Par ailleurs, elle ne semble pas s'être impliquée dans les activités politiques intérieures de Jean. De ce fait, on peut en déduire que les activités partagées par le couple ducal étaient surtout du ressort social. Il est fort probable que Blanche ait joué le rôle d'hôtesse pendant les incessantes activités caritatives qui ponctuaient au XIVe siècle la vie d'une femme de la noblesse. L'un des principaux théâtres anglais à cette époque se trouve d'ailleurs à l'Hôtel de Savoie, où la duchesse de Lancastre a pu faire la connaissance et admirer le talent artistique des poètes Jean Froissart et Geoffrey Chaucer. Tous deux ont de surcroit écrit après la mort de Blanche des poèmes dans lesquels tant sa vertu que sa beauté sont louées. Le chevalier noir en deuil dans Le Livre de la Duchesse de Chaucer célèbre ainsi ses qualités :
| I sawgh hyr daunce so comlily,   |
| Carole and synge so swetely,     |
| Laughe and pleye so womanly,     |
| And loke so debonairly,          |
| So goodly speke and so frendly,  |
| That certes y trowe that evermor |
| Nas seyn so blysful a tresor.    |

Geoffrey Chaucer est peut-être même un membre de la famille ducale depuis quelque temps déjà. Du moins, des liens étroits entre lui et la maison de Lancastre existent : son épouse Philippa de Roet servira plus tard à la cour de Jean de Gand la deuxième épouse de ce dernier, Constance de Castille. En outre, une des sœurs de Philippa, Katherine Swynford, est une servante de Blanche de Lancastre, d'après un document daté du 27 janvier 1365. Après la mort de Blanche, Katherine prendra en charge l'éducation de ses enfants et deviendra la maîtresse de Jean de Gand, avant de devenir sa troisième et dernière épouse bien des années plus tard. Le fait que l'œuvre de Chaucer ait été admirée par la famille de Lancastre et que Blanche ait pu être l'un de ses premiers mécènes transparaît dans une note de l'ouvrage An ABC de Thomas Speght, paru en 1602 et consacré à l'édition des premiers poèmes de Chaucer, : 
| made, as some say, at the request of Blanch, Duchesse of Lancaster, as a praier for her priuat vse, being a woman in her religion very deuout. |

Cette remarque de Thomas Speght sert également à prouver la piété de Blanche de Lancastre, qui a été abondamment vantée par les contemporains de la duchesse. Ainsi, on peut constater que de nombreuses pétitions envoyées par elle et son époux au pape demeurent très bien documentées. En outre, elle adresse d'autres pétitions au roi Édouard III, ce qui permet de savoir que l'intercession de la duchesse de Lancastre auprès du souverain était recherchée par plusieurs personnes, en particulier par ses propres vassaux.

## Descendance

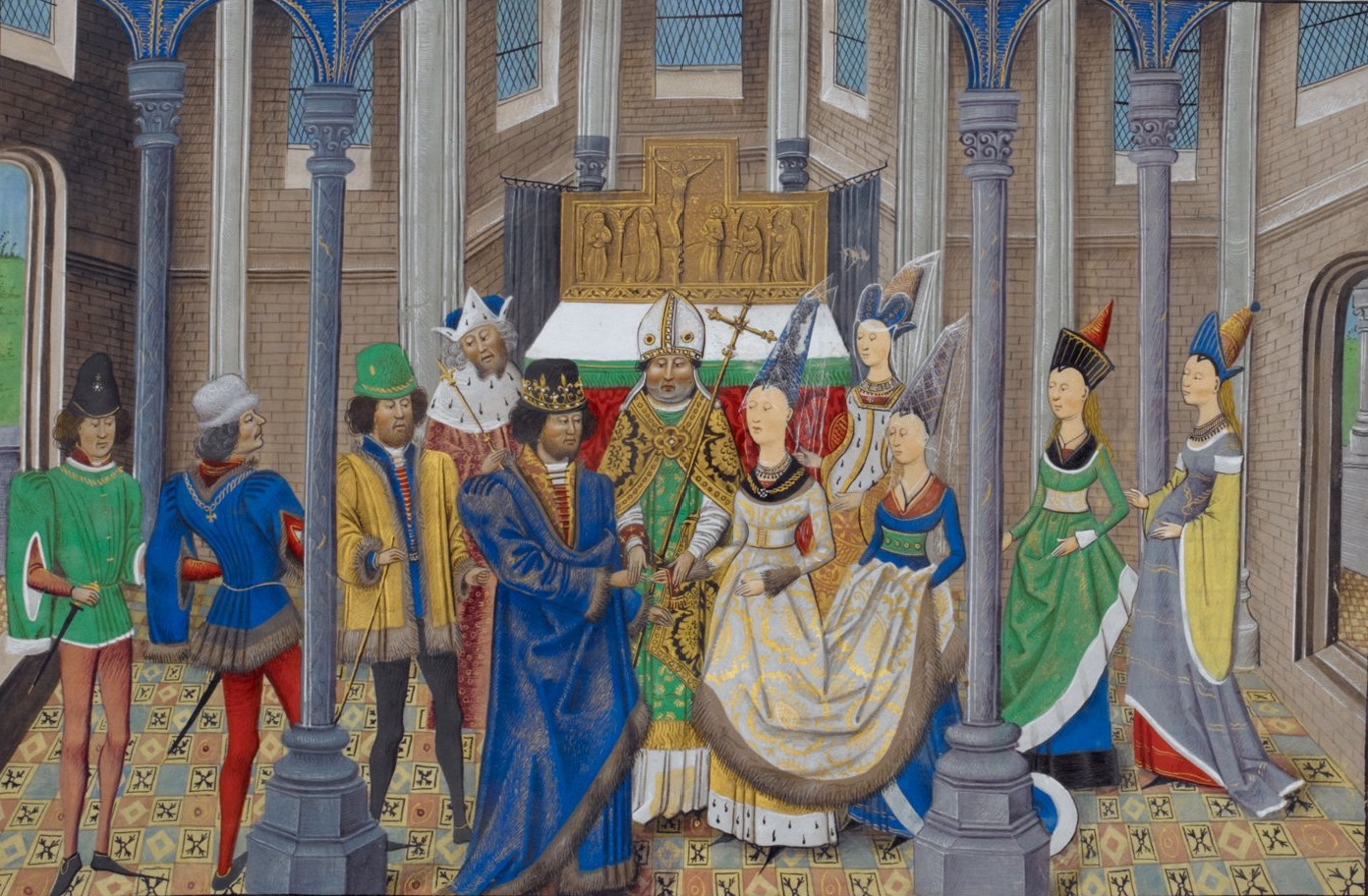
Le mariage de Jean Ier de Portugal et de Philippa de Lancastre. Illustration tirée de La Chronique de France et d'Angleterre de Jean de Wavrin, vers 1470–1480.

Blanche de Lancastre a probablement sept enfants de son mariage avec Jean de Gand, dont trois seulement atteignent l'âge adulte :
- Philippa de Lancastre[N 1] (31 mars 1360, Leicester – 19 juillet 1415, Sacavém, Portugal), épouse le roi Jean Ier de Portugal le 11 février 1387, afin de sceller l'alliance anglo-portugaise conclue un an plus tôt par le traité de Windsor contre la Castille[23]. Neuf enfants sont issus de cette union :
  1. Blanche de Portugal (1388–1389)
  2. Alphonse de Portugal (1390–1400)
  3. Édouard Ier de Portugal (1391–1438), roi du Portugal de 1433 à 1438
  4. Pierre de Portugal (1392–1449), duc de Coimbra
  5. Henri de Portugal (1394–1460), duc de Viseu
  6. Isabelle de Portugal (1397–1471), duchesse de Bourgogne
  7. Blanche de Portugal (1398–1398)
  8. Jean de Portugal (1400–1442), duc d'Aveiro
  9. Ferdinand de Portugal (1402–1443), grand-maître de l'ordre d'Aviz

- Jean de Lancastre (1362 ou 1364 – ?), mort en bas âge, inhumé à l'église St. Mary de Leicester.

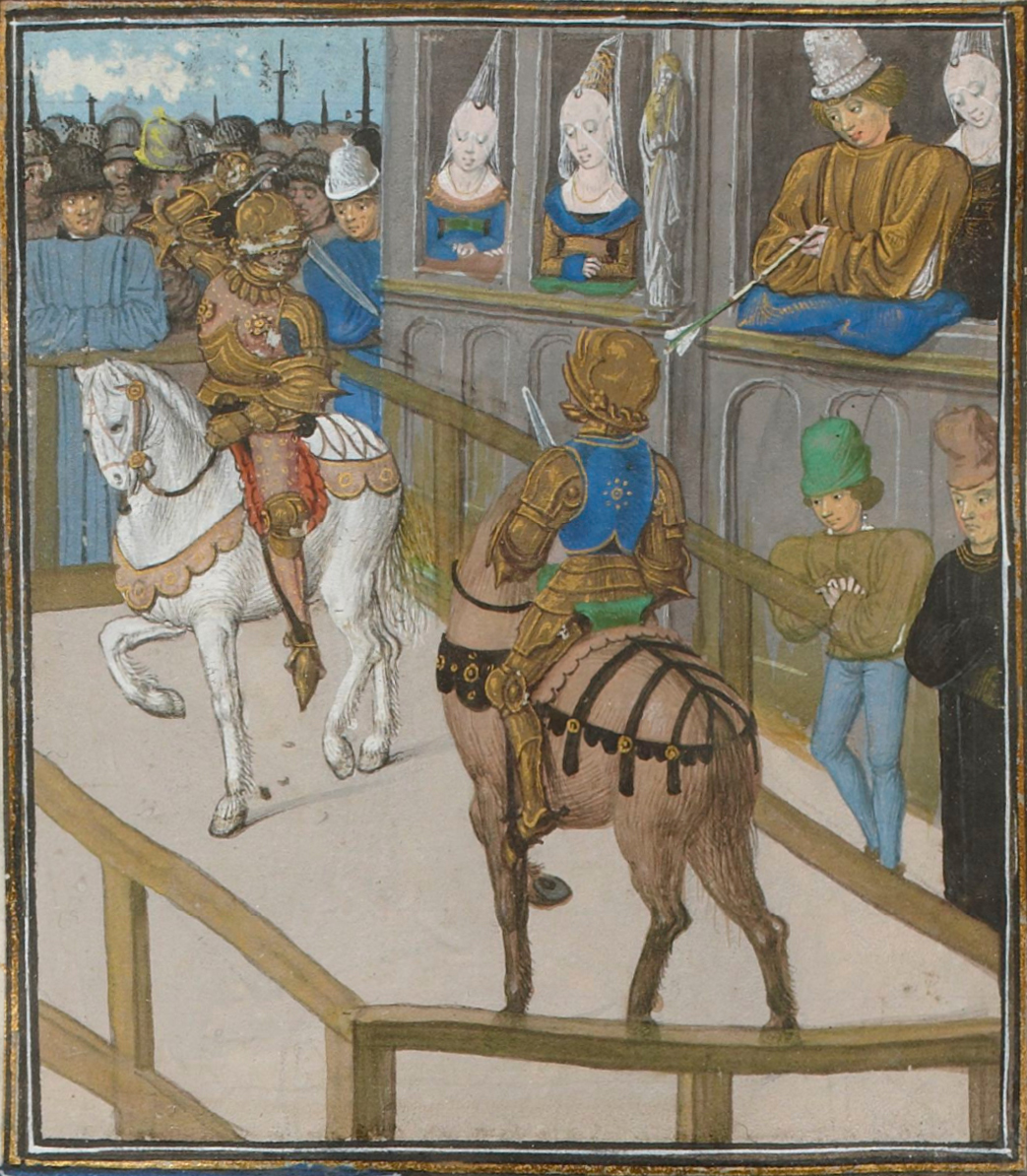
Le tournoi de Betanzos, livré devant Jean de Gand en Castille, entre Reginald de Roye et Jean Holland. Illustration tirée des Chroniques de Jean Froissart, vers 1380–1400.

- Élisabeth de Lancastre (av. 21 février 1363 ou 1364, Burford, Shropshire – 24 novembre 1426), épouse d'abord Jean de Hastings, 3e comte de Pembroke, le 24 juin 1380[N 2] ; puis Jean Holland le 24 juin 1386, demi-frère du roi Richard II, plus tard titré 1er comte de Huntingdon et 1er duc d'Exeter[N 3] ; et enfin, Sir John Cornwall le 12 décembre 1400[24]. Cinq enfants sont issus de sa deuxième union avec Jean Holland, et deux de son troisième mariage avec John Cornwall :
  1. Constance Holland (1387–1437)
  2. Alice Holland (1392–1406)
  3. Richard Holland (1392–1400)
  4. Jean Holland (1395–1447), 2e comte de Huntingdon, puis 2e duc d'Exeter
  5. Édouard Holland (1399–1418), comte de Mortain
  6. Constance Cornwall (1401–1427)
  7. John Cornwall (1404–1422)

- Édouard de Lancastre (1364 ou 1365 – ?), mort en bas âge, inhumé à l'église St. Mary de Leicester.
- Jean de Lancastre (av. 4 mai 1366 – ?), mort en bas âge, inhumé à l'église St. Mary de Leicester.

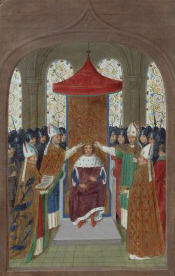
Le couronnement d'Henri IV. Illustration tirée des Chroniques d'Angleterre de Jean de Wavrin, vers 1470–1480.

- Henri (de) Bolingbroke  (15 avril 1367, château de Bolingbroke, Lincolnshire – 20 mars 1413, Westminster), épouse d'abord Marie de Bohun le 27 juillet 1380, puis Jeanne de Navarre le 7 février 1403. Il accède au trône d'Angleterre à la déposition de son cousin Richard II le 30 septembre 1399 et est couronné roi sous le nom d'Henri IV le 13 octobre suivant. Henri est le premier des trois rois de la maison de Lancastre, qui se battra au milieu du XVe siècle au cours de la guerre des Deux-Roses afin de conserver le trône. Sept enfants sont issus de son premier mariage avec Marie de Bohun :
  1. Édouard de Lancastre (1382–1382)
  2. Henri V d'Angleterre (1386–1422), roi d'Angleterre de 1413 à 1422
  3. Thomas de Lancastre (1387–1421), 1er duc de Clarence
  4. Jean de Lancastre (1389–1435), 1er duc de Bedford et 1er comte de Richmond
  5. Humphrey de Lancastre (1390–1447), 1er duc de Gloucester et 1er comte de Pembroke
  6. Blanche d'Angleterre (1392–1409)
  7. Philippa d'Angleterre (1394–1430), reine de Danemark, de Norvège et de Suède

- Isabelle de Lancastre (1368 – ?), morte en bas âge.

## Mort et postérité
On a longtemps cru que Blanche était morte le 12 septembre 1369 au château de Bolingbroke. En effet, la même année, la reine Philippa de Hainaut a succombé à une épidémie de peste, qu'on a également attribuée comme cause du décès de la duchesse de Lancastre. Récemment, pourtant, l'historien John Palmer a publié en 1973 et 1974 ses propres conclusions quant à la date et les causes du trépas prématuré de Blanche de Lancastre. Palmer soutient qu'elle est morte le 12 septembre 1368, ce qui est désormais considéré comme la date exacte par la majorité des généalogistes actuels, même si 1369 est parfois acceptée. Mais comme on sait que Blanche a donné naissance au cours de l'année 1368 à une fille, prénommée Isabelle, il est de nos jours fortement envisagé que la duchesse soit morte en couches ou en raison d'une infection faisant conséquence à cet accouchement. Quoi qu'il en soit, la date du 12 septembre demeure indiscutable, car il a été prouvé à maintes reprises que des prières ont été adressées pour le repos de son âme à ce moment-là au cours des années suivantes,,,.

### La tombe érigée dans la cathédrale Saint-Paul de Londres

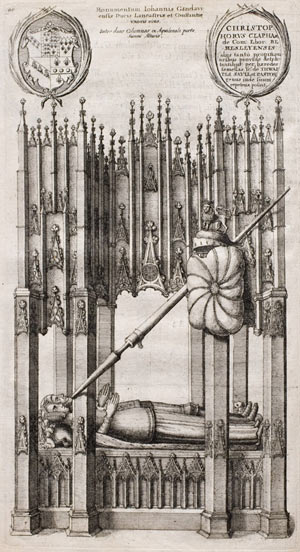
Le monument funéraire de Blanche de Lancastre et de Jean de Gand, d'après une gravure de William Dugdale, 1658.

Blanche est inhumée après sa mort dans l'ancienne section de la cathédrale Saint-Paul de Londres, détruite en 1666 lors du grand incendie de la capitale. Jean de Gand lui fait construire par déférence un imposant monument funéraire en albâtre, situé dans les arcades nord du chœur, près de l'autel principal. Ce tombeau est embelli par la présence d'un autre autel plus modeste orné d'un missel, d'un gobelet de communion et d'une chasuble. Plusieurs manuscrits datés de 1372 signalent le paiement de deux ecclésiastiques pour avoir chanté près de ce second autel des prières pour l'âme de Blanche de Lancastre. La tombe de la défunte est magnifiquement agrandie au cours des années suivantes : des portraits en albâtre de la duchesse sont ajoutés en 1374, un portique décoré est créé en 1379 et une décoration coûteuse et davantage élaborée est parachevée en 1380. La réputation de la magnificence du monument se diffuse même hors d'Angleterre, car un moine de l'abbaye de Saint-Denis prétend que Blanche repose « in sepultura incomparabili », c'est-à-dire dans un tombeau incomparable,.
Après la mort de son épouse, le duc de Lancastre ordonne qu'un service funéraire en son hommage lui soit rendu annuellement le 12 septembre. Cette tradition, assez coutumière au XIVe siècle en Occident, constitue néanmoins un élément très récurrent du calendrier liturgique de la maison de Lancastre et est poursuivi, après la mort de Jean de Gand en 1399, par son fils Henri IV. Gand semble avoir seulement pris part à ces commémorations pour la première fois en 1374, à cause de ses absences régulières sur le continent. On dispose des dépenses engagées pour les honneurs rendus à Blanche à partir de cette année. Grâce à ces précieuses informations, on peut obtenir une vision assez fidèle à la réalité de la conception de ces marques de respect envers la duchesse Blanche. Elles consistent principalement en une messe solennelle rendue en la cathédrale Saint-Paul, décorée intérieurement en noir pour l'occasion, qui est ensuite suivie d'un hommage silencieux lors duquel la tombe de la duchesse est entourée par 24 hommes de basse extraction tenant des torches et portant des capuchons en blanc et en bleu, aux couleurs de la maison de Lancastre. En outre, des aumônes sont ensuite distribuées aux pauvres en dehors du bâtiment et divers repas sont servis aux invités après la cérémonie,.
Dans son dernier testament, Jean de Gand ordonne qu'il soit enterré dans la cathédrale Saint-Paul aux côtés de sa première épouse, en dépit du fait qu'il se soit remarié à deux reprises entretemps :
| En primes jeo devise … mon corps a estre ensevelez en l’eglise cathedrale de Seint Poule de Londres, pres de l’autier principale de mesme l’eglise, juxte ma treschère jadys compaigne Blanch illeoq’s enterre. |

Le tombeau des deux époux a été détruit au XVIe siècle, soit sous le règne d'Édouard VI, soit sous celui d'Élisabeth Ire. Il n'est passé à la postérité que grâce à une gravure souvent reproduite dans l'ouvrage de William Dugdale intitulé History of St Paul’s Cathedral, publié en 1658.

### Le Livre de la Duchessede Geoffrey Chaucer

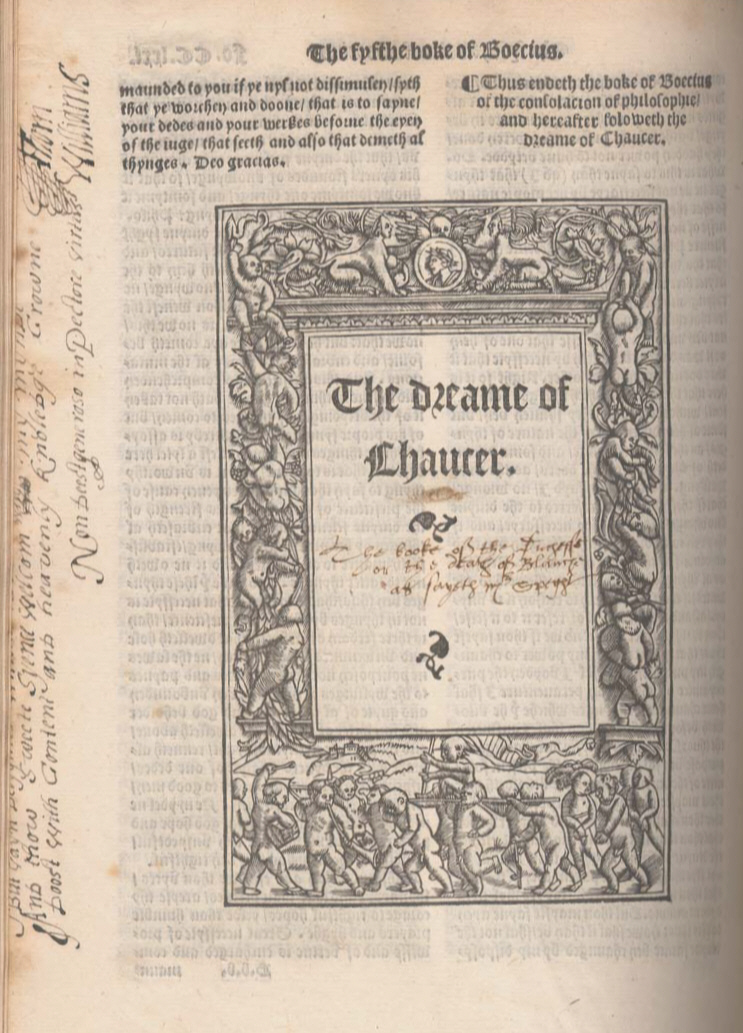
Couverture de The Dreame of Chaucer, 1532.

Les spécialistes de la littérature anglaise médiévale considèrent généralement que la toute première œuvre du poète Geoffrey Chaucer est Le Livre de la Duchesse, une complainte écrite en souvenir de Blanche de Lancastre peu après sa mort. Cette hypothèse est corroborée par deux sources : premièrement, le prologue de La Légende des femmes vertueuses mentionne un poème intitulé Deth de Blaunche the Duchesse, secondement, Le Livre de la Duchesse est répertorié dans Les Contes de Canterbury. On présume actuellement que ces deux œuvres aux titres différents sont en fait un seul et même poème, ce qui explique que le second titre soit le seul à être passé à la postérité. Toutefois, dans l'édition de l'œuvre complète de Chaucer par William Thynne en 1532, lors de laquelle Le Livre de la Duchesse paraît pour la première en version imprimée, le poème porte alors le titre The Dreame of Chaucer.
Ce titre semble en vérité tout à fait approprié, car le poème parle d'un poète sans sommeil qui s'endort miraculeusement une nuit après avoir lu l'histoire de Ceys et d'Alcyone et fait un rêve si extraordinaire qu'il l'écrit et le présente à son auditoire. Au cours de ce rêve, le poète rencontre le chevalier noir pendant la chasse, qui porte le deuil et pleure la mort de sa bien-aimée « dame Blanche », dont il vénère la beauté et les vertus.
| But wherfore that y telle my tale?   |
| Ryght on thys same, as I have seyd,  |
| Was hooly al my love leyd;           |
| For certes she was, that swete wif,  |
| My suffisaunce, my lust, my lyf,     |
| Myn hap, myn hele, and al my blesse, |
| My worldes welfare, and my goddesse, |
| And I hooly hires and everydel.      |

Aux lignes 1318 et 1319, ainsi que dans quelques autres parties du poème, figurent plusieurs jeux de mots assez répandus au Moyen Âge, qui font référence à la maison de Lancastre et plus particulièrement à Blanche de Lancastre et son époux Jean de Gand :
| A long castel with walles white, |
| Be Seynt Johan, on a ryche hil,  |

Le terme long castel est à rapprocher de celui de Loncaster, donc de Lancastre. Ensuite, white est la transcription du mot français « blanc » et fait directement allusion à la duchesse Blanche. Johan est en outre une déformation du prénom Jean, porté par le duc de Lancastre. Enfin, ryche hil est une forme archaïsante qui pourrait être comparable à Richmond, une des propriétés personnelles de Jean de Gand en Angleterre.

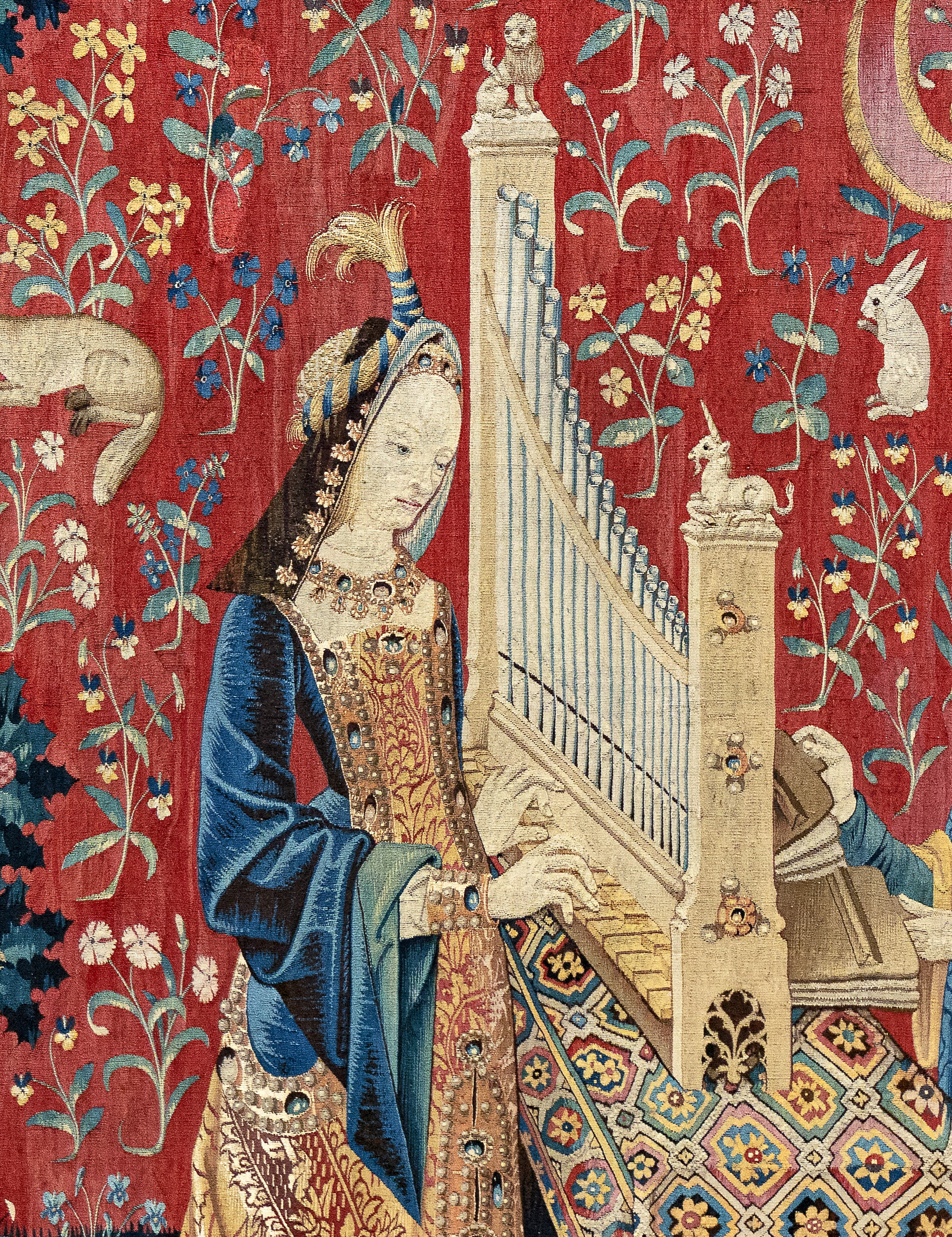
Détail de la tapisserie La Dame à la licorne, dont la description de la « dame Blanche » pourrait correspondre, XVe siècle.

Il est généralement admis que le chevalier noir décrit dans ces vers représente symboliquement Jean de Gand, tandis que la « dame Blanche » est sans aucun doute Blanche de Lancastre, bien que les personnages fictifs ne puissent être complètement assimilés à de véritables personnalités. En revanche, les héros de ce poème sont idéalisés et glorifiés, tout comme leurs sentiments de tristesse et d'amour. Mais le duc et la duchesse de Lancastre ont certainement servi de base pour les personnages que Chaucer allaient créer, d'autant plus que l'on retrouve dans la représentation de la « dame Blanche » des traits de caractère qui auraient pu être empruntés à la vraie Blanche.
La « dame Blanche » est ainsi dépeinte dans ce poème comme une femme de taille haute et droite, portant des cheveux d'or, des yeux expressifs, un beau visage vif et un cou lisse, ainsi que des hanches larges, des poitrines arrondies, de belles épaules, des bras charnus et des mains très blanches. Elle possède également les compétences requises d'une dame de la cour, qu'il s'agisse en matière de danse et de chant, de maîtrise d'un instrument de musique et de l'usage d'un langage raffiné et agréable. Son caractère se caractérise par un esprit amical, une haute estime de soi, un manque de malice et de raison, de franchise et de justice, mais est constamment présenté comme tempéré et tolérant. Chaucer brosse de ce fait avec cette « dame Blanche » le portrait parfait d'un personnage féminin, qui correspond à tous les idéaux de la culture de l'amour courtois.
| And goode faire White she het; |
| That was my lady name ryght.   |
| She was bothe fair and bryght; |
| She hadde not hir name wrong.  |

### L'éloge de Jean Froissart dansLe Joli Buisson de Jonece
Un an après la mort de Blanche, la reine Philippa de Hainaut meurt à son tour le 14 août 1369. Ce décès incite le chroniqueur et poète hennuyer Jean Froissart à écrire en 1373 Le Joli Buisson de Jonece, qui est une chanson en l'honneur des deux défuntes. La douleur de Froissart semble profondément sincère et, comme Chaucer, l'auteur loue ici les qualités de Blanche :
| Aussi sa fille de Lancastre.           |
| Haro! mettés moi une emplastre         |
| Sus le coer, car, quant m’en souvient, |
| Certes souspirer me convient,          |
| Tant sui plains de melancolie!         |
| Elle morut jone et jolie,              |
| Environ de vingt-et-deux ans,          |
| Gaie, lie, frisce, esbatans,           |
| Douce, simple, d’umble samblance,      |
| La bonne dame ot á nom Blanche.        |